# Dammtjärnet (Skillingmarks socken, Värmland, 663570-128696)
Dammtjärnet är en sjö i Eda kommun i Värmland och ingår i Göta älvs huvudavrinningsområde.